# Steins;Gate
Steins;Gate (jap. シュタインズ・ゲート Shutainzu Gēto) – japońska powieść wizualna stworzona przez studio 5pb. i Nitroplus, wydana 15 października 2009 roku na konsolę Xbox 360. Jest to ich drugi wspólny projekt, pierwszym był Chaos;Head. Gra została później przeportowana na platformy Windows, PlayStation Portable, iOS, PlayStation 3, PlayStation Vita i Android.
Steins;Gate doczekał się adaptacji w postaci mangi ilustrowanej przez Sarachiego Yomi, wydanej, w należącym do Media Factory magazynie Monthly Comic Alive, 26 września 2009 roku. Druga odsłona mangi bazującej na Steins;Gate została zilustrowana przez Kenji Mizuta i wydana w należącym do Mag Garden magazynie Monthly Comic Blade 28 grudnia 2009 roku. Powstała także mangowa adaptacja TV Dramy Steins;Gate: Aishin Meizu no Babel, prezentowana w miesięczniku Ultra Jump, wydawnictwa Shūeisha. Adaptacja anime, stworzona przez studio White Fox, była emitowana w Japonii od 6 kwietnia do 14 września 2011 roku m.in. przez TV Aichi. Film Steins;Gate: Fuka Ryōiki no Déjà vu miał premierę w ponad 30 japońskich kinach 20 kwietnia 2013 roku. Spin-off gry zatytułowany Steins;Gate: Hiyoku Renri no Darling został wydany 16 czerwca 2011 roku. Sequel o nazwie Steins;Gate: Henikuukan no Octet ukazał się 28 października 2011 roku. Kolejna gra związana z produkcją, Steins;Gate Senkei Kousoku no Phenogram, została wydana 25 kwietnia 2013 roku.

## Fabuła
Akcja ma miejsce w 2010 roku w Akihabarze. Główny bohater Rintarō Okabe wraz z dwojgiem przyjaciół: Mayushii i Daru prowadzi przydomowe laboratorium, usiłując wynaleźć wehikuł czasu. Pewnego dnia Okabe jest świadkiem zabójstwa Kurisu Makise i wysyła informację o tym do Daru. Następnego dnia spotyka Makise żywą i orientuje się, że jego wiadomość została wysłana w przeszłość. Wkrótce potem wraz z przyjaciółmi usiłuje skonstruować urządzenie pozwalające na podróże w czasie. Ich działaniami interesuje się także szwajcarski instytut CERN.

## Obsada
Lista dubbingowanych postaci:
- Mamoru Miyano – Rintarō „Okarin” Okabe vel. Kyōma Hōōin (jap. 鳳凰院凶真 Hōōin Kyōma)
- Asami Imai – Kurisu „Christina” Makise vel. Asystentka (jap. 助手 Joshu)
- Kana Hanazawa – Mayuri „Mayushii” Shiina
- Tomokazu Seki – Itaru „Daru” Hashida
- Yū Kobayashi – Ruka „Rukako” Urushibara
- Saori Gotō – Moeka Kiryū vel. Lśniący palec (jap. シャイニング・フィンガー Shainingu Fingā)
- Yukari Tamura – Suzuha Amane vel. Niepełnoetatowy żołnierz (jap. バイト戦士 Baito senshi)
- Haruko Momoi – Rumiho Akiha vel. Faris Nyannyan (jap. フェイリス・ニャンニャン Feirisu Nyannyan)
- Masaki Terasoma – Yūgo Tennōji vel. Pan Braun (jap. ミスターブラウン Misutā Buraun)

## Odbiór
W pierwszym tygodniu sprzedaży, sprzedano ponad 16 tysięcy egzemplarzy Steins;Gate’a, co uplasowało go na 13. miejscu wśród najlepiej sprzedających się powieści wizualnych. Według serwisu amazon.com wersja na platformę Xbox 360 była czwartą najlepiej sprzedającą się grą w 2009 roku. Do grudnia 2015 roku sprzedano ponad milion egzemplarzy powieści wizualnej. Steins;Gate otrzymał także Famitsu Award w 2009 roku. Redakcja i recenzenci polskojęzycznego serwisu tanuki.pl wystawili serii anime notę 8/10.